# Centre médical des armées
Pour les articles homonymes, voir CMA.

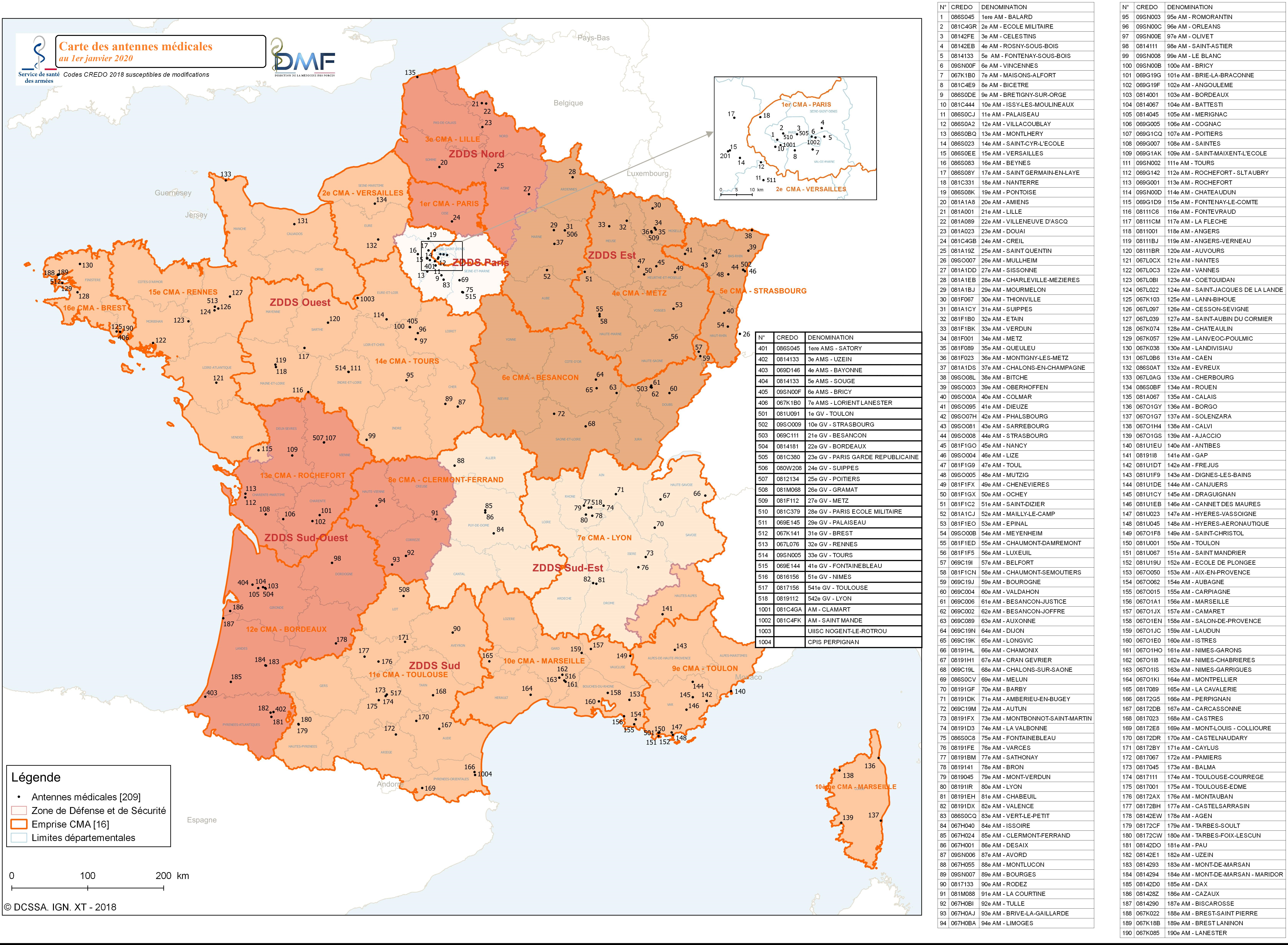
Carte des antennes médicales sur le territoire national (année 2020).

Les centres médicaux des armées (CMA) sont des établissements militaires de santé qui assurent la médecine de premier recours et la médecine d’aptitude professionnelle pour tout le personnel de l’Armée de terre, de l’air, de la Marine nationale et de la Gendarmerie nationale sur le territoire français. Ils sont sous l’entière autorité du Service de santé des armées, contrairement aux anciens services médicaux d’unité (couramment appelés infirmeries) auxquels ils succèdent. Ils ont été créés dans une optique de rationalisation du soutien des Forces armées sous l’impulsion du Livre blanc de la Défense 2008 et de la Révision générale des politiques publiques.
Ils sont gérés par la Direction de la médecine des forces (DMF), définie par le programme « SSA 2020 » comme une des 5 composantes du Service de santé des armées.
Chaque CMA est subdivisé en antennes médicales, situėes à proximité ou dans les implantations des régiments, bases aériennes ou port. Elles assurent le soutien médical quotidien, mettent en œuvre la politique de prévention, forment et préparent les militaires aux risques sanitaires des opérations extérieures (OPEX). Les CMA et leurs antennes fournissent les auxiliaires sanitaires, infirmiers et médecins pour le soutien médical de première ligne lors des  projections en OPEX.
Les CMA ont changé de nom en 2017 avec l’apparition d’une désignation basée sur une numérotation pour remplacer les appellations liées à leur position géographique.

## Liste des centres médicaux des armées
Après les restructurations de la médecine des forces, il existe en 2021 seize centres médicaux des armées en France métropolitaine et 14 hors métropole :

### 1ercentre médical des armées de Paris
Le 1er centre médical des armées dont la portion centrale est située à Paris est composé des unités suivantes :
- 1re antenne médicale de Balard
- 2e antenne médicale de l'École militaire
- 3e antenne médicale des Célestins
- 4e antenne médicale de Rosny-sous-Bois
- 5e antenne médicale de Fontenay-sous-Bois
- 6e antenne médicale de Vincennes
- 7e antenne médicale de Maisons-Alfort
- 8e antenne médicale du Kremlin-Bicêtre
- 10e antenne médicale d'Issy-les-Moulineaux
- 18e antenne médicale de Nanterre
- 24e antenne médicale de Creil
- 1re Antenne d'Expertise Médicale Initiale de Vincennes
- 23e groupe vétérinaire de Paris-Garde républicaine
- 28e groupe vétérinaire de Paris-École militaire

### 2ecentre médical des armées de Versailles
Le 2e centre médical des armées dont la portion centrale est située à Versailles est composé des unités suivantes :
- 9e antenne médicale de Bretigny-sur-Orge
- 11e antenne médicale de Palaiseau
- 12e antenne médicale de Vélizy-Villacoublay
- 13e antenne médicale de Montlhéry
- 14e antenne médicale de Saint-Cyr-l'École
- 15e antenne médicale de Versailles
- 16e antenne médicale de Beynes
- 17e antenne médicale de Saint-Germain-en-Laye
- 19e antenne médicale de Cergy-Pontoise
- 69e antenne médicale de Melun
- 75e antenne médicale de Fontainebleau
- 83e antenne médicale de Vert-le-Petit
- 132e antenne médicale d'Évreux
- 134e antenne médicale de Rouen
- 1re antenne médicale spécialisée de Satory
- 29e groupe vétérinaire de Palaiseau
- 41e groupe vétérinaire de Fontainebleau

### 3ecentre médical des armées de Lille
Le 3e centre médical des armées dont la portion centrale est située à Lille est composé des unités suivantes :
- 20e antenne médicale d'Amiens
- 21e antenne médicale de Lille
- 22e antenne médicale de Villeneuve-d'Ascq
- 23e antenne médicale de Douai
- 25e antenne médicale de Saint-Quentin
- 27e antenne médicale de Sissonne
- 28e antenne médicale de Charleville-Mézières
- 29e antenne médicale de Mourmelon
- 31e antenne médicale de Suippes
- 37e antenne médicale de Châlons-en-Champagne
- 52e antenne médicale de Mailly-le-Camp
- 135e antenne médicale de Calais
- 24e groupe vétérinaire de Suippes

### 4ecentre médical des armées de Metz
Le 4e centre médical des armées dont la portion centrale est située à Metz est composé des unités suivantes :
- 30e antenne médicale de Thionville
- 32e antenne médicale d'Étain
- 33e antenne médicale de Thierville-sur-Meuse
- 34e antenne médicale de Metz
- 35e antenne médicale de Queuleu
- 36e antenne médicale de Montigny-lès-Metz
- 45e antenne médicale de Nancy
- 47e antenne médicale de Toul
- 49e antenne médicale de Lunéville
- 50e antenne médicale de Nancy-Ochey
- 51e antenne médicale de Saint-Dizier
- 53e antenne médicale d'Épinal
- 55e antenne médicale de Chaumont
- 56e antenne médicale de Luxeuil-les-Bains
- 58e antenne médicale de Chaumont-Semoutiers
- 27e groupe vétérinaire de Metz

### 5ecentre médical des armées de Strasbourg
Le 5e centre médical des armées dont la portion centrale est située à Strasbourg est composé des unités suivantes :
- 26e antenne médicale de Müllheim (Allemagne)
- 38e antenne médicale de Bitche
- 39e antenne médicale de Haguenau
- 40e antenne médicale de Colmar
- 41e antenne médicale de Dieuze
- 42e antenne médicale de Phalsbourg
- 43e antenne médicale de Sarrebourg
- 44e antenne médicale de Strasbourg
- 46e antenne médicale de Strasbourg-Lizé
- 48e antenne médicale de Mutzig
- 54e antenne médicale de Meyenheim
- 10e groupe vétérinaire de Strasbourg

### 6ecentre médical des armées de Besançon
Le 6e centre médical des armées dont la portion centrale est située à Besançon est composé des unités suivantes :
- 57e antenne médicale de Belfort
- 59e antenne médicale de Bourogne
- 60e antenne médicale de Valdahon
- 61e antenne médicale de Besançon - Justice
- 62e antenne médicale de Besançon - Joffre
- 63e antenne médicale de Auxonne
- 65e antenne médicale de Longvic
- 68e antenne médicale de Chalon-sur-Saône
- 72e antenne médicale de Autun
- 21e groupe vétérinaire de Besançon

### 7ecentre médical des armées de Lyon
Le 7e centre médical des armées dont la portion centrale est située à Lyon est composé des unités suivantes :
- 66e antenne médicale de Chamonix
- 67e antenne médicale de Cran Gevrier
- 70e antenne médicale de Barby
- 71e antenne médicale de Ambérieu-en-Bugey
- 73e antenne médicale de Montbonnot-Saint-Martin
- 74e antenne médicale de La Valbonne
- 76e antenne médicale de Varces
- 77e antenne médicale de Sathonay
- 78e antenne médicale de Bron (École de santé des armées)
- 79e antenne médicale du Mont-Verdun
- 80e antenne médicale de Lyon
- 81e antenne médicale de Chabeuil
- 82e antenne médicale de Valence
- 141e antenne médicale de Gap
- 542e groupe vétérinaire de Lyon

### 8ecentre médical des armées de Clermont-Ferrand
Le 8e centre médical des armées dont la portion centrale est située à Clermont-Ferrand est composé des unités suivantes :
- 84e antenne médicale d'Issoire
- 85e antenne médicale de Clermont-Ferrand
- 86e antenne médicale Desaix à Clermont-Ferrand
- 88e antenne médicale de Montluçon
- 91e antenne médicale de La Courtine
- 92e antenne médicale de Tulle
- 93e antenne médicale de Brive-la-Gaillarde
- 94e antenne médicale de Limoges

### 9ecentre médical des armées de Toulon
Le 9e centre médical des armées dont la portion centrale est située à Toulon est composé des unités suivantes :
- 140e antenne médicale d'Antibes
- 142e antenne médicale de Fréjus
- 143e antenne médicale de Digne-les-Bains
- 144e antenne médicale de Canjuers
- 145e antenne médicale de Draguignan
- 146e antenne médicale du Cannet-des-Maures
- 147e antenne médicale de Hyères-Vassoigne
- 148e antenne médicale de Hyères-Aéronautique
- 150e antenne médicale de Toulon
- 151e antenne médicale de Saint-Mandrier-sur-Mer
- 152e antenne médicale de l'École de plongée
- 1re groupe vétérinaire de Toulon

### 10ecentre médical des armées de Marseille
Le 10e centre médical des armées dont la portion centrale est située à Marseille est composé des unités suivantes :
- 136e antenne médicale de Borgo
- 137e antenne médicale de Solenzara
- 138e antenne médicale de Calvi
- 139e antenne médicale de Ajaccio
- 149e antenne médicale de Saint-Christol
- 153e antenne médicale d'Aix-en-Provence
- 154e antenne médicale d'Aubagne
- 155e antenne médicale de Carpiagne
- 156e antenne médicale de Marseille
- 157e antenne médicale de Camaret-sur-Aigues
- 158e antenne médicale de Salon-de-Provence
- 159e antenne médicale de Laudun
- 160e antenne médicale d'Istres
- 161e antenne médicale de Nîmes-Garons
- 162e antenne médicale de Nîmes-Chabrières
- 163e antenne médicale de Nîmes-Garrigues
- 164e antenne médicale de Montpellier
- 165e antenne médicale de La Cavalerie
- 51e groupe vétérinaire de Nîmes

### 11ecentre médical des armées de Toulouse
Le 11e centre médical des armées dont la portion centrale est située à Toulouse est composé des unités suivantes :
- 90e antenne médicale de Rodez
- 166e antenne médicale de Perpignan
- 167e antenne médicale de Carcassonne
- 168e antenne médicale de Castres
- 169e antenne médicale de Mont-Louis-Collioure
- 170e antenne médicale de Castelnaudary
- 171e antenne médicale de Caylus
- 172e antenne médicale de Pamiers
- 173e antenne médicale de Balma
- 174e antenne médicale de Toulouse-Courrège
- 175e antenne médicale de Toulouse-Edme
- 176e antenne médicale de Montauban
- 177e antenne médicale de Castelsarrasin
- 179e antenne médicale de Tarbes-Soult
- 180e antenne médicale de Tarbes-Foix-Lescun
- CPIS à Perpignan
- 26e groupe vétérinaire de Gramat
- 541e groupe vétérinaire de Toulouse

### 12ecentre médical des armées de Bordeaux
Le 12e centre médical des armées dont la portion centrale est située à Bordeaux est composé des unités suivantes :
- 98e antenne médicale de Saint-Astier
- 103e antenne médicale de Bordeaux
- 104e antenne médicale Battesti
- 105e antenne médicale de Mérignac
- 178e antenne médicale d'Agen
- 181e antenne médicale de Pau
- 182e antenne médicale d'Uzein
- 183e antenne médicale de Mont-de-Marsan
- 184e antenne médicale de Mont-de-Marsan - Maridor
- 185e antenne médicale de Dax
- 186e antenne médicale de Cazaux
- 187e antenne médicale de Biscarosse
- 3e antenne médicale spécialisée d'Uzein
- 4e antenne médicale spécialisée de Bayonne
- 5e antenne médicale spécialisée de Souge
- 22e groupe vétérinaire de Bordeaux

### 13ecentre médical des armées de Rochefort
Le 13e centre médical des armées dont la portion centrale est située à Rochefort est composé des unités suivantes :
- 101e antenne médicale de Brie-la-Braconne
- 102e antenne médicale de Angoulème
- 106e antenne médicale de Cognac
- 107e antenne médicale de Poitiers
- 108e antenne médicale de Saintes
- 109e antenne médicale de Saint-Maixent-l'École
- 112e antenne médicale de Rochefort-SLT Aubry
- 113e antenne médicale de Rochefort
- 115e antenne médicale de Fontenay-le-Comte
- 25e groupe vétérinaire de Poitiers

### 14ecentre médical des armées de Tours
Le 14e centre médical des armées dont la portion centrale est située à Tours est composé des unités suivantes :
- 87e antenne médicale d'Avord
- 89e antenne médicale de Bourges
- 95e antenne médicale de Romorantin
- 96e antenne médicale d'Orléans
- 97e antenne médicale d'Olivet
- 99e antenne médicale du Blanc
- 100e antenne médicale de Bricy
- 111e antenne médicale de Tours
- 114e antenne médicale de Châteaudun
- 116e antenne médicale de Fontevraud
- 117e antenne médicale de La Flèche
- 118e antenne médicale d'Angers
- 119e antenne médicale d'Angers-Verneau
- 120e antenne médicale d'Auvours
- 6e antenne médicale spécialisée de Bricy
- UIISC 1 à Nogent-le-Rotrou
- 33e groupe vétérinaire de Tours

### 15ecentre médical des armées de Rennes
Le 15e centre médical des armées dont la portion centrale est située à Rennes est composé des unités suivantes :
- 121e antenne médicale de Nantes
- 122e antenne médicale de Vannes
- 123e antenne médicale de Coëtquidan
- 124e antenne médicale de Saint-Jacques-de-la-Lande
- 126e antenne médicale de Cesson-Sévigné
- 127e antenne médicale de Saint-Aubin-du-Cormier
- 131e antenne médicale de Caen
- 133e antenne médicale de Cherbourg
- 32e groupe vétérinaire de Rennes

### 16ecentre médical des armées de Brest
Le 16e centre médical des armées dont la portion centrale est située à Brest est composé des unités suivantes :
- 125e antenne médicale de Lann-Bihoué
- 128e antenne médicale de Châteaulin
- 129e antenne médicale de Lanvéoc-Poulmic
- 130e antenne médicale de Landivisiau
- 188e antenne médicale de Brest-Saint-Pierre
- 189e antenne médicale de Brest-Laninon
- 190e antenne médicale de Lanester
- 7e antenne médicale spécialisée de Lorient-Lanester
- 31e groupe vétérinaire de Brest